# Provincia de Vratsa
La provincia de Vratsa (en búlgaro: Област Враца), es una provincia u óblast ubicado al norte de Bulgaria. Limita al norte con el Danubio, frontera natural con Rumanía; al este con la provincia de Pleven y la de Lovech; al sur con la de Sofía y al oeste con la de Montana.

## Subdivisiones
La provincia está integrada por diez municipios:
- Municipio de Borován (capital: Borován)
- Municipio de Byala Slátina (capital: Byala Slátina)
- Municipio de Háyredin (capital: Háyredin)
- Municipio de Kozloduy (capital: Kozloduy)
- Municipio de Krivodol (capital: Krivodol)
- Municipio de Mezdra (capital: Mezdra)
- Municipio de Mizia (capital: Mizia)
- Municipio de Oriájovo (capital: Oriájovo)
- Municipio de Roman (capital: Roman)
- Municipio de Vratsa (capital: Vratsa)

## Principales localidades
Las localidades con más de mil habitantes en 2011 son las siguientes:
1. Vratsa, 60 692 habitantes
2. Kozloduy, 13 058 habitantes
3. Byala Slátina, 11 227 habitantes
4. Mezdra, 10 918 habitantes
5. Oriájovo, 5031 habitantes
6. Selánovtsi (Oriájovo), 3540 habitantes
7. Mizia, 3252 habitantes
8. Krivodol, 3157 habitantes
9. Bután (Kozloduy), 2918 habitantes
10. Roman, 2838 habitantes
11. Glózhene (Kozloduy), 2748 habitantes
12. Tarnava (Byala Slátina), 2366 habitantes
13. Borován, 2262 habitantes
14. Harlets (Kozloduy), 2059 habitantes
15. Gáliche (Byala Slátina), 1976 habitantes
16. Málorad (Borován), 1883 habitantes
17. Popitsa (Byala Slátina), 1869 habitantes
18. Zverinó (Mezdra), 1728 habitantes
19. Krúshovitsa (Mizia), 1712 habitantes
20. Zgorígrad (Vratsa), 1681 habitantes
21. Sofrónievo (Mizia), 1561 habitantes
22. Háyredin, 1547 habitantes
23. Ostrov (Oriájovo), 1480 habitantes
24. Tarnak (Byala Slátina), 1408 habitantes
25. Altímir (Byala Slátina), 1179 habitantes
26. Bánitsa (Vratsa), 1149 habitantes
27. Gábare (Byala Slátina), 1100 habitantes
28. Manastírishte (Háyredin), 1067 habitantes
29. Miháilovo (Háyredin), 1048 habitantes
30. Dévene (Vratsa), 1032 habitantes
31. Rógozen (Háyredin), 1007 habitantes